# Every Rose Has Its Thorn
Every Rose Has Its Thorn is een nummer van de Amerikaanse hardrockband Poison. Het is een power ballad, en de derde single van hun derde studioalbum Open Up and Say... Ahh!.
Het nummer werd een nummer 1-hit in de Amerikaanse Billboard Hot 100. In de Nederlandse Top 40 werd het een bescheiden hitje met een 18e positie. De Vlaamse Radio 2 Top 30 werd niet gehaald.